# Encastre alar

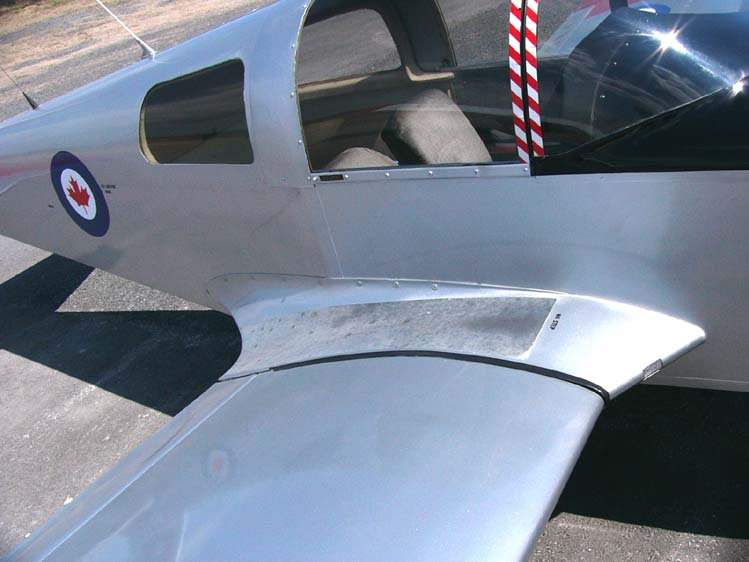
Encastre alar con carenado en un avión ligero American Aviation AA-1 Yankee.

Encastre alar, o raíz alar, es la parte del ala de una aeronave de ala fija que está más cercana al fuselaje. En una configuración monoplano simple, la raíz alar suele ser fácil de identificar. En un avión con ala de parasol o con algunos tipos de cola múltiple, el ala puede no tener un área de raíz clara. El extremo del ala opuesto a la raíz es la punta alar.
El encastre es la zona donde el ala se junta con el fuselaje. Es por tanto una zona de transmisión de esfuerzos elevados entre el ala y el mismo fuselaje; en especial, transmite esfuerzos provocados por la sustentación del avión, que resulta en un momento flector elevado en esa zona.
Es una de las zonas más críticas en el diseño de los aviones y debe probarse su resistencia antes de poder vender el avión para uso comercial.
No todos los aviones poseen encastre, sólo aquellos aviones que tengan los componentes de ala y fuselaje separados. La estructura de ala volante no tiene esta parte diferenciada (aunque los esfuerzos debidos a la sustentación siguen siendo importantes y también están concentrados en su zona media, pero no es un encastre propiamente dicho).